# Glaucopsyche melanoposmater
Glaucopsyche melanoposmater är en fjärilsart som beskrevs av Ruggero Verity 1928. Glaucopsyche melanoposmater ingår i släktet Glaucopsyche och familjen juvelvingar. Inga underarter finns listade i Catalogue of Life.